# Cirratulus polytrichus
Cirratulus polytrichus är en ringmaskart som beskrevs av Schmarda 1861. Cirratulus polytrichus ingår i släktet Cirratulus och familjen Cirratulidae. Inga underarter finns listade i Catalogue of Life.